# دم‌بادبزنی آرافورا
دم‌بادبزنی آرافورا (نام علمی: Rhipidura dryas) نام یک گونه از سرده دم‌بادبزنی است.